# Ellis (Kansas)
Ellis è un comune degli Stati Uniti d'America, situato nello Stato del Kansas, nella contea di Ellis.